# Kalitta Air
Kalitta Air (ursprünglich American International Airways) ist eine US-amerikanische Frachtfluggesellschaft mit Sitz in Ypsilanti und Wartungsbasis auf dem dortigen Willow Run Airport. Ihr Rufzeichen „Connie“ verweist auf den Firmeninhaber Conrad Kalitta (* 1938, CEO), der die Fluggesellschaft 1991 aufgekauft hatte und zur Kalitta Air umfirmierte.

## Geschichte

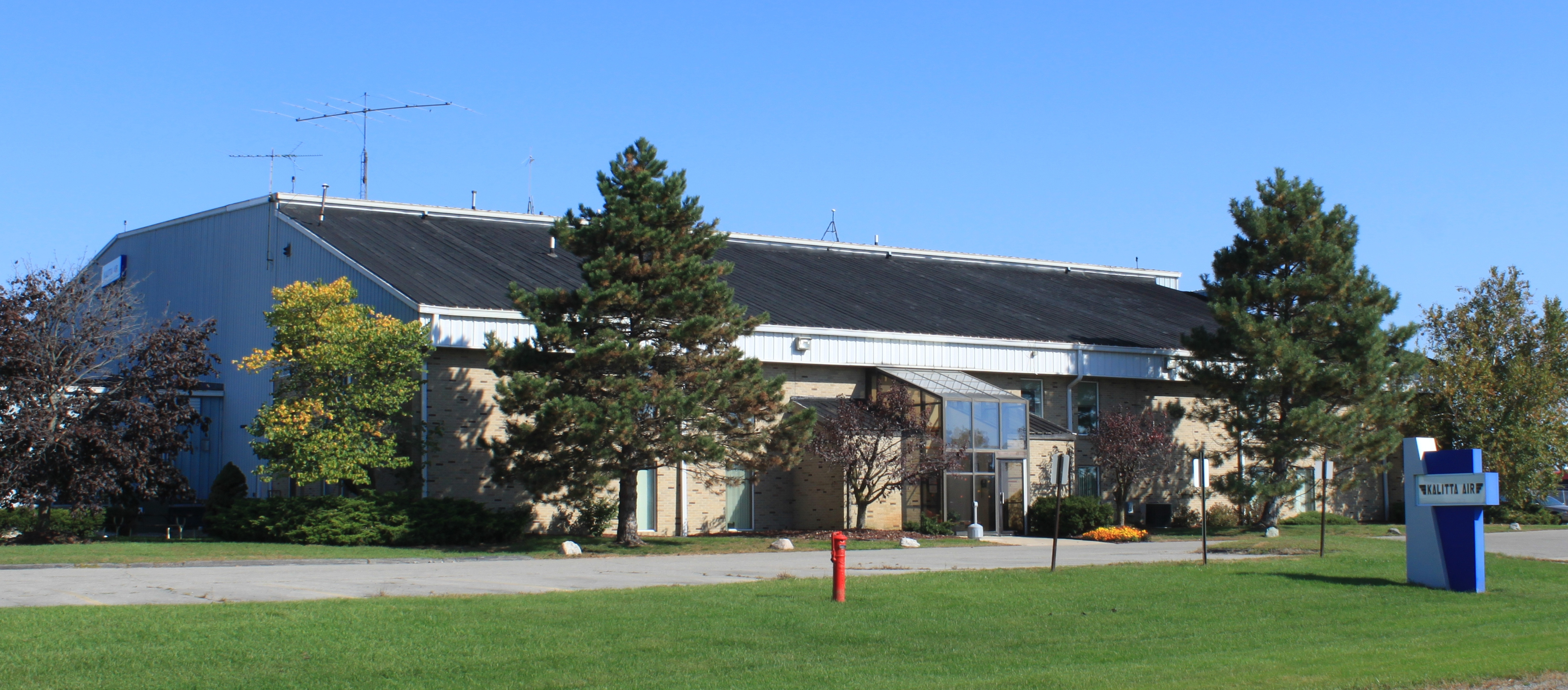
Hauptsitz der Kalitta Air in Ypsilanti, Michigan.

Conrad „Connie“ Kalitta, der als erfolgreicher Fahrer an Beschleunigungsrennen teilnahm, erwarb im Jahr 1967 eine Cessna 310, die er zur Auslieferung von ihm selbst erprobter Autoteile nutzte. Im Jahr 1973 wandelte er sein in Detroit ansässiges Einzelunternehmen in die Charterfluggesellschaft Connie Kalitta Services (CKS) um. Die Gesellschaft setzte ihre Flugzeuge anfangs primär im Ad-hoc-Frachtverkehr für die Automobilindustrie ein. Im Verlauf der 1980er Jahre stellte die Gesellschaft Frachtflugzeuge des Typs Douglas DC-8 in Dienst.
Anfang 1991 erwarb Conrad Kalitta die insolvente American International Airways, die im Jahr 1981 in Atlantic City gegründet worden war. Dabei übernahm er auch das Air Operator Certificate dieser Gesellschaft, wodurch internationale Linienflüge möglich wurden. Die zuvor von Connie Kalitta Services als Frachter genutzten Verkehrsflugzeuge überstellte Conrad Kalitta an sein neues Unternehmen, welches den Namen Kalitta American International Airways erhielt. Im selben Jahr flog Kalitta American International Airways unter anderem etwa 600 militärische Chartereinsätze zur Unterstützung der US-Truppen im Zweiten Golfkrieg. Im Frühjahr 1995 bestand ihre Flotte aus 22 Boeing 727, 6 Boeing 747, 25 Douglas DC-8 und 4 Lockheed L-1011.
Im November 1997 kaufte die Holding Kitty Hawk Group mehrere Unternehmen der Kalitta-Gruppe auf, darunter auch die Kalitta American International Airways, welche anschließend den Namen Kitty Hawk International bekam. Nachdem die Gesellschaft in wirtschaftliche Probleme geraten war, kaufte Conrad Kalitta das Unternehmen im April 2000 zurück und firmierte es in Kalitta Air um. Seit November 2000 findet der Flugbetrieb unter diesem Namen statt.
Nachdem im Sommer 2019 Emirates SkyCargo wegen weltweit schwacher Nachfrage im Luftfrachtbereich drei Boeing 777F ausflottete, übernahm Kalitta Air eine der Maschinen und hat diesen Flugzeugtyp zum ersten Mal in ihrer Geschichte im Betrieb.

## Flugziele
Kalitta Air führt weltweite Frachtflüge im Charter- und Liniendienst durch. Seit 2003 bedient Kalitta Air regelmäßig die Routen vom John F. Kennedy International Airport in New York beziehungsweise dem O’Hare International Airport in Chicago zum Flughafen Schiphol in Amsterdam beziehungsweise nach Nottingham/East Midlands sowie auch zwischen den USA und Hongkong.
In Deutschland werden die Flughäfen Leipzig/Halle sowie der US-Luftwaffenstützpunkt Ramstein regelmäßig angeflogen. Die Flüge werden teils auch im Auftrag Dritter durchgeführt, Kalitta Air ist beispielsweise für das Air Mobility Command tätig, für welches es Soldaten und Militärequipment in die Einsatzgebiete in Asien transportiert. Zudem verbindet Kalitta Air im Auftrag von DHL Express den Hub in Cincinnati mit weiteren Standorten in Ostasien und Australien.

## Flotte

### Aktuelle Flotte

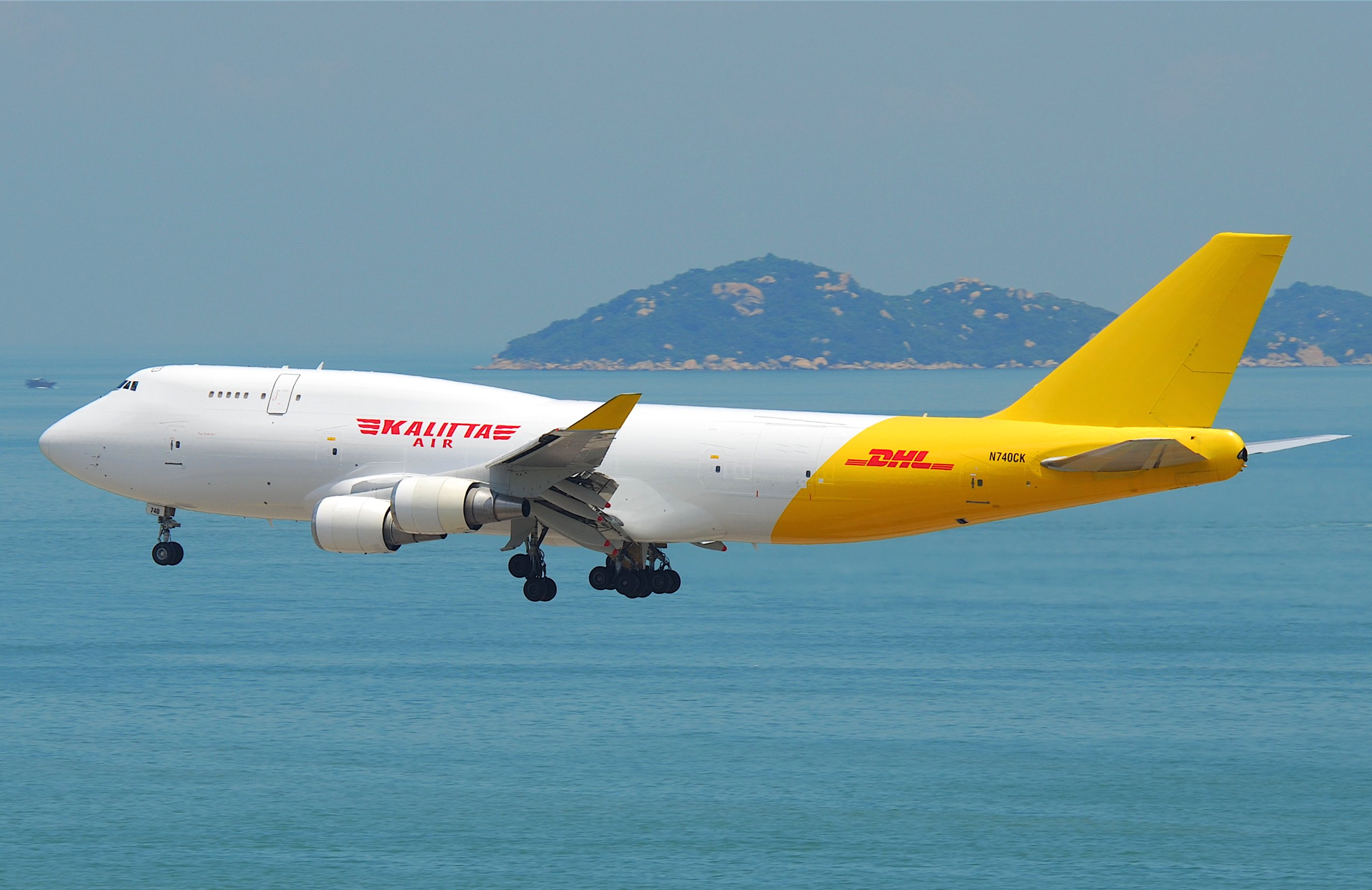
Boeing 747-400F der Kalitta Air

Mit Stand Juni 2025 besteht die Flotte der Kalitta Air aus 30 Flugzeugen mit einem Durchschnittsalter von 22 Jahren:
| Flugzeugtyp         | Anzahl | bestellt | Anmerkungen                  | Frachtkapazität (in Tonnen, gerundet) | Durchschnittsalter |
| ------------------- | ------ | -------- | ---------------------------- | ------------------------------------- | ------------------ |
| Boeing 747-400F/BCF | 22     |          |                              | 112,6 / 123,6                         | 26,7 Jahre         |
| Boeing 777-300ERSF  |        | 6        | Auslieferung ab 2023 geplant | 101,6                                 |                    |
| Boeing 777F         | 08     |          | Betrieben für DHL            | 102,8                                 | 09,2 Jahre         |
| Gesamt              | 30     | 6        |                              |                                       | 22,0 Jahre         |

### Ehemalige Flugzeugtypen

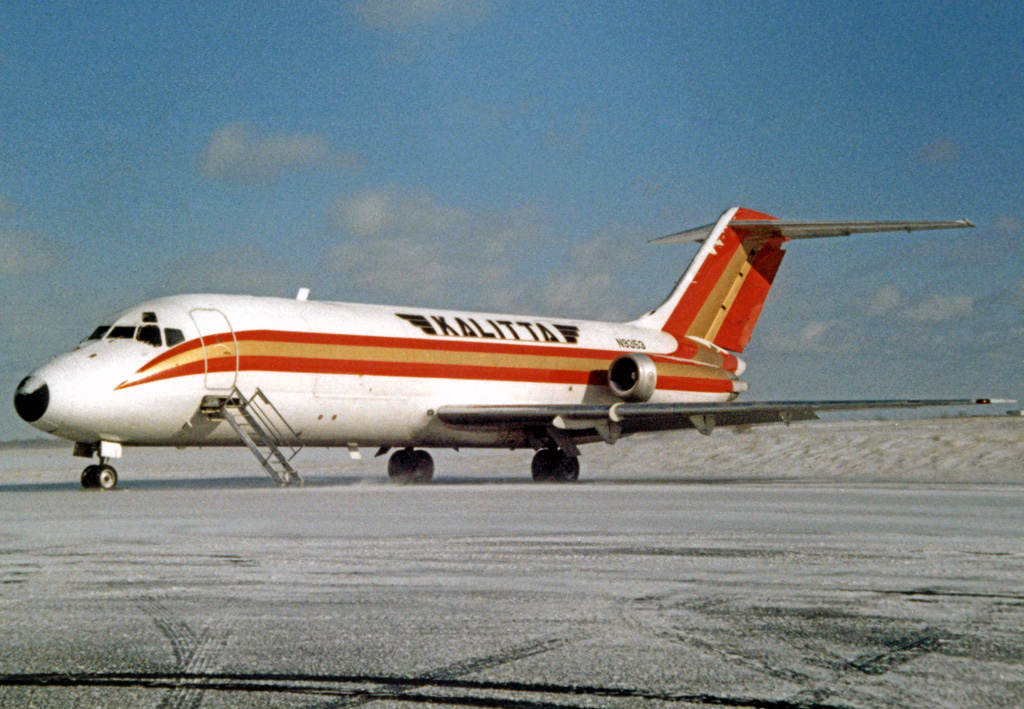
Douglas DC-9 der Kalitta

In der Vergangenheit setzte Kalitta Air unter anderem folgende Flugzeugtypen ein:
- Cessna 310
- Douglas DC-8[3]
- Douglas DC-9
- Boeing 727[3]
- Boeing 747-100/-200/-300[8]
- Boeing 767-300ERF
- Boeing 777-300ER
- Lockheed L-1011[3]

## Zwischenfälle

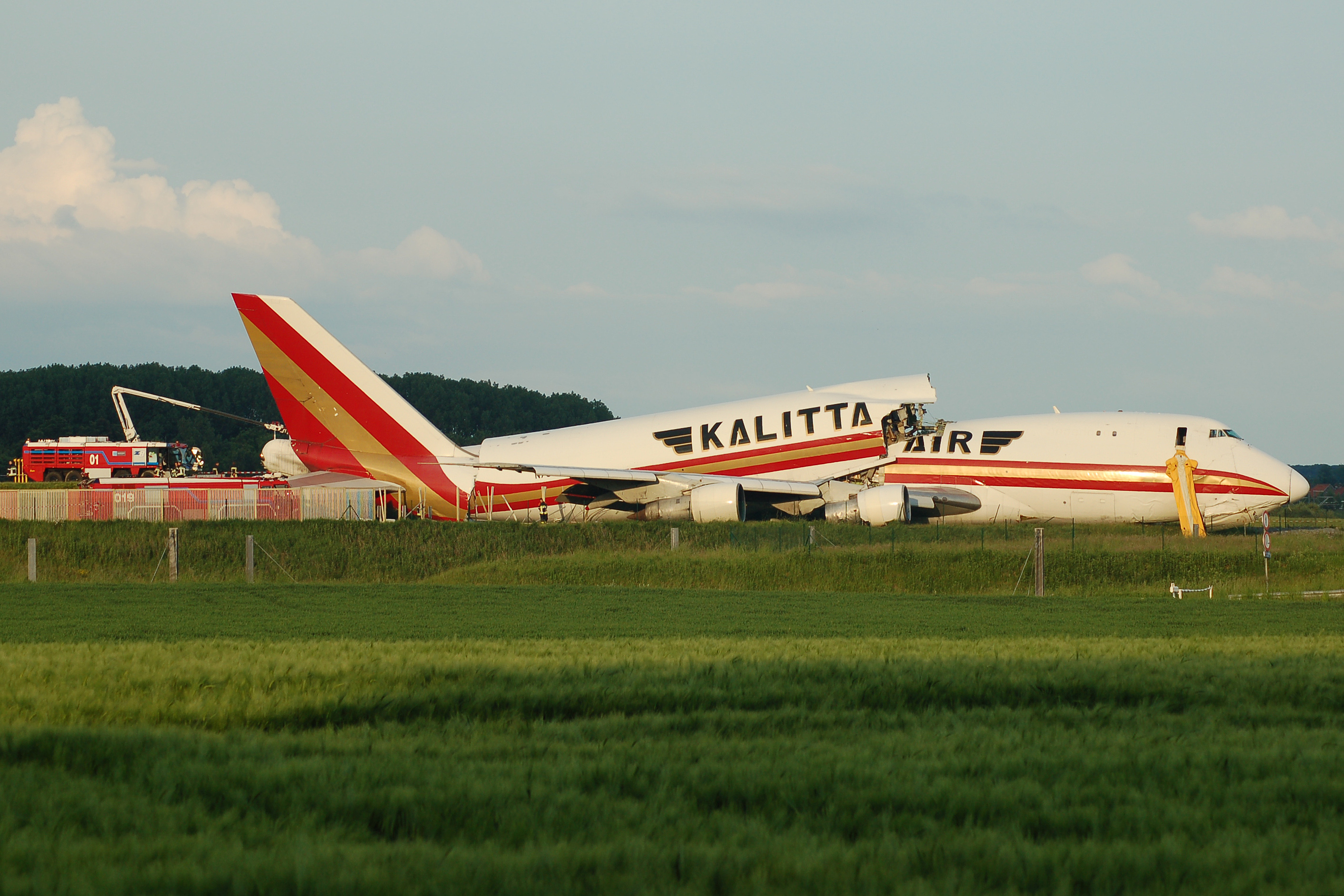
Die am 25. Mai 2008 in Brüssel verunglückte N704CK

Kalitta Air verzeichnet zwei Flugzeugverluste. Einen weiteren Totalverlust verbuchte ihre Vorgängerin Kalitta American International Airways:
- Am 18. August 1993 stürzte eine Douglas DC-8-61 (Kennzeichen: N814CK) im Anflug auf die Guantanamo Bay Naval Base infolge eines Strömungsabrisses ab. Die Maschine zerbrach beim Aufprall, ging in Flammen auf und wurde völlig zerstört. Die drei Besatzungsmitglieder überlebten das Unglück in der Cockpitsektion, welche bei dem Aufprall abgerissen und weggeschleudert wurde (siehe American-International-Airways-Flug 808).[14]
- Am 25. Mai 2008 verunglückte auf dem Flughafen Brüssel-Zaventem eine Boeing 747-209F (N704CK), die 76 Tonnen Fracht nach Bahrain befördern sollte.[15] Die Maschine kam von der Startbahn ab und zerbrach in drei Teile. Alle fünf Besatzungsmitglieder konnten sich über die Notrutschen in Sicherheit bringen, vier davon wurden bei dem Zwischenfall leicht verletzt.[16]
- Am 7. Juli 2008 verunglückte die Boeing 747-209B (N714CK) kurz nach dem Start in Bogotá. Sie war im Auftrag der Air Cargo auf dem Weg nach Miami. Das Flugzeug stürzte kurz nach dem Start aus geringer Höhe auf ein Haus und begrub zwei Bewohner unter sich. Das Flugzeug brach auseinander, die acht Besatzungsmitglieder des Fluges überlebten dieses Unglück jedoch nahezu unverletzt.[17]

## Trivia
- Für den Film Air Force One mit Harrison Ford in der Hauptrolle wurde eine Boeing 747-146 der Kalitta American International Airways mit dem Kennzeichen N703CK in den Farben der Air Force One umlackiert und für entsprechende Filmsequenzen verwendet.[18][19]